# Glyceria saltensis
Glyceria saltensis là một loài thực vật có hoa trong họ Hòa thảo. Loài này được Sulekic & Rúgolo mô tả khoa học đầu tiên năm 1998.